# Драчки округ
Драчки округ био је један од округа Краљевине Србије успостављен 29.новембра 1912. године на територије данашње Албаније, а који је заузет од Османског царства током Првог балканског рата. Драчки округ је био сачињен од четири среза, и то: Драчког, Љешког, Елбасанског и Тиранског.
Српска војска се повукла са подручја Драчког округа у априлу 1913. године услед притсака Великих сила, првенствено Енглеске и Аустроугарске. Срби са тих простора су ово доживели као издају.

## Успостављање
Српска војска је заузела Драч 29. новембра 1912. године без икаквог отпора. Православни драчки митрополит Јакоб пружио је топлу добродошлицу новим властима.. Због Јакобове интервенције код српских власти, неколико албанских качачких јединица се спасило и избјегло је егзекуцију.
Према раду српског есејисте Милутина Лазаревића из 1929. године, драчки хришћани су били одушевљени због доласка Српске војске. Краљевина Србија је успоставила канцеларију округа и поставила управитеља округа, градоначелника и заповједника војног гарнизона. Први војни управитељ града Драча, капетан Бранислав Милосављевић, именовао је прво градско вијеће у коме су били и Петар Ђурашковић (предсједавајући), Христо Спиро, Мехмед Ефенди и други.
Први управитељ Драчког округа био Иван Иванић, српски дипломата. Његова супруга Делфа, једна од оснивача Кола српских сестара, предсједавала је градском болницом. Први градоначелник Драча био је Петар Ђурашковић, члан породице која је поријеклом из овог града, док су чланови градског вијећа били Христо Спиро, Хусеин Ефенди и Филип Серић. Када је Српска војска ушла у Албанију 1912. године, Драгутин Анастасијевић је био ангажован као преводилац грчког језика, а након неког времена, умјесто Ивана Ивановића, именован је за управитеља Драчког округа.
Најважнији српски циљ у балканским ратовима био је излаз на отворено море.

## Укидање
Српска војска се из Драча повукла у априлу 1913. године под притиском поморске флоте Великих сила, али је остала у осталим дијеловима Албанија у наредна два мјесеца.